# Budai kapucinus templom
A budai kapucinus templom vagy Alsó-vízivárosi Szent Erzsébet-plébániatemplom Budapest I. kerületében, a Fő utca 32. szám alatt található, a Corvin tér szomszédságában. A hétköznapi használatban elterjedt kapucinus templom elnevezés arra utal, hogy a szerzetesrendeknek a második világháború utáni feloszlatását megelőzően a templomot a kapucinus rend tagjai is használták, akik a templommal délről szomszédos hajdani kolostorépületben (Fő utca 30.) laktak. A szocializmus évtizedeiben a kapucinus rend nem működhetett itt, de jelenleg már ismét a rendhez tartozó szerzetesek látják el a templom lelkészi teendőit.

## Története

### Középkori és újkori előzmények
A mai templom és a hozzá csatlakozó kolostorépület helyén már a középkorban is hasonló funkciót betöltő épület, valószínűleg az Ágoston-rendiek kolostora állt. A török hódoltság idején ugyanitt Tojgun pasa dzsámija, illetve egy törökfürdő helyezkedett el, az előbbinek és utóbbiaknak is több falmaradványa került elő az 1972-73-ban itt végzett ásatások során. A dzsámi két homlokzati fala átalakítva ugyan, de fennmaradt, a mai templom északi és déli falában; az épület déli oldalán egy bemutatott török falrészlet is látható, két szamárhátíves nyíláskerettel, az épületen belül pedig faragott mihráb került elő.
Buda 1686-os felszabadítása után a dzsámi már a következő évtől jezsuiták birtokába került, akik miután nagyjából eltüntették a falakon látható török jeleket, plébániatemplomnak használták az épületet, míg a szomszédos török fürdő katonai kórház lett, ugyancsak jezsuita vezetés alatt. Ugyanebben az évben, 1687-ben Széchényi György esztergomi érsek megalapította a budai kapucinus kolostort és pénzadománnyal is segítette a szerzetesrendet, hogy ily módon is elismerje Avianói Márk kapucinus atya azon érdemeit, amelyeket a törökellenes felszabadító hadjáratok megszervezése terén szerzett. A rend főnöke 1688-ban nyújtott be kérelmet a katonai kórház és az egykori dzsámi birtokba vételére, hogy kolostorukat és templomukat ott hozhassák létre, a használatbavételre pedig 1692-ben kaptak lehetőséget. A hazánkban néhány évtizeddel korábban meghonosodott kapucinus rendnek ez lett a harmadik magyarországi rendháza.

### Az első kapucinus templom
A korábban ideiglenes jellegű templomot (amely 1693 és 1702 közt Víziváros plébániatemplomaként funkcionált) 1697-től kezdték átalakítani, Linzi Ottó kapucinus atya irányításával, ekkor került át a bejárat az addigi helyéről, a Várhegy felőli, nyugati oldalról a keleti oldalra. A kész templomot 1716. szeptember 20-án szentelte fel Natali Lukács belgrádi püspök, Árpád-házi Szent Erzsébet tiszteletére, a következő évben pedig a kolostor építése is befejeződött. A templom kifejezetten puritán kivitelű volt, hátul a szentélynél egy kis toronnyal, ez azonban tökéletesen megfelelt a kapucinus előírások szerinti, hangsúlyozottan visszafogott építészeti felfogásnak.
Az 1760-as években a templom új, a korábbiaknál díszesebb oltárokat kapott. A főoltárt 1760-ban állították fel gróf Zichy Miklós özvegye, Bercsényi Erzsébet költségén, a Szent Erzsébetet ábrázoló oltárkép Schervitz Mátyás alkotása volt; a jobb oldali mellékoltár képének témája Szent Antal látomása, a bal oldalié pedig Szűz Mária volt; mindkét utóbbit az a Vogl Gergely festette 1766-ban és 1768-ban, aki a szentélyben freskót is készített. A Mária-kép helyére később Falconer József Ferenc Szent Ferencet ábrázoló festménye került.

### Átépítése a 18. században
A templomot 1776-77-ben kelet felé megnagyobbították, az épület új, volutás oromzatú, barokk homlokzatot kapott; ez idő tájt alakították át rendezettebb formájúra a kolostorépületet is. Az ekkori felújítások építőmesterének kiléte nem ismert, de nagy valószínűséggel Nöpauer Mátéval volt azonos, aki Budán és környékén ebben az időben számos egyházi épület tervezője és kivitelezője volt. 1787-től a templom, II. József rendeletére ismét plébániai rangot kapott, azóta megszakítás nélkül Alsó-Víziváros plébániatemploma.
1810-ben túlélte a nagy tabáni tűzvészt, amely egészen idáig pusztította a Vízivárost is.

### Teljes újjáépítés a szabadságharc után
1849 tavaszán, a magyar szabadságharc idején az épületegyüttes - főként a kolostor - súlyosan megrongálódott, így teljes újjáépítése vált szükségessé, amire 1854-56-ban került sor. Ekkor alakult ki az épület ma ismert külső formája, melynek terveit Reitter Ferenc irányítása mellett Glaser Rudolf és Szumrák Emil készítette; Reitter irányította felsőbb szinten a kivitelezést is, amelyre a megbízást Gerster Károly pesti építési vállalkozó nyerte el versenytárgyalás keretében. Gerster nem sokkal az építkezés félidejét követően, 1856. január 9-én csődöt jelentett, a kivitelezést emiatt végül Becker Károly fejezte be.
A felújítás során a templom korábbi főhomlokzatát lebontották, és az újat némileg hátrébb építették fel; tornyát (a kapucinus hagyománytól eltérően) hegyesre képezték ki, bizonyára a plébániatemplomi rendeltetésre való tekintettel. A tetőszerkezet cseréjével egyidejűleg a szentély fölötti kis tornyot megszüntették, a szentélyt pedig a főhajó teljes szélességére bővítették. A templombelsőt Hils müncheni festő díszítette új festményekkel, a főhomlokzat hármas ablakába pedig – idehaza akkor még szokatlan módon – színes üvegfestmény került, amely Friedrich Baudri kölni üzemében készült. Az újjáépített templomot 1856. november 22-én szentelték fel.

### A templom és a rendház a 20. században

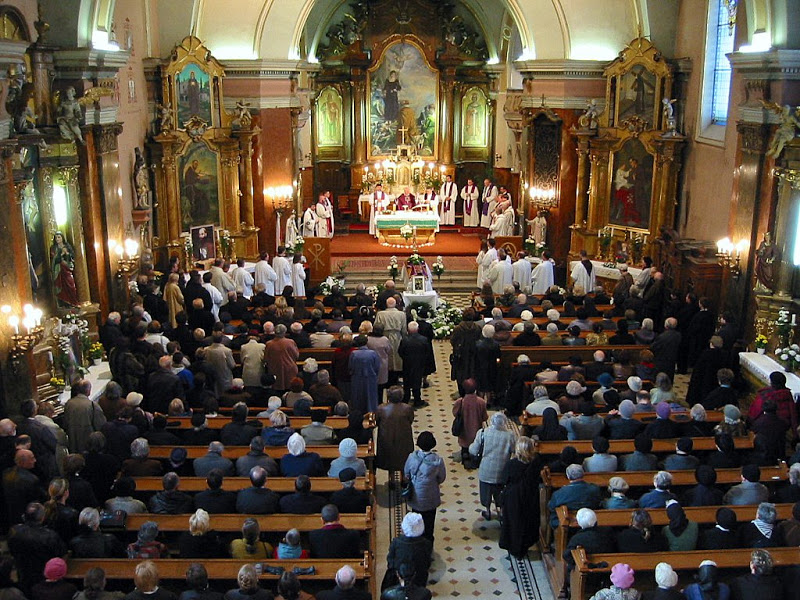
A templom plébánosának, Pacsai Fidél atyának gyászmiséje 2003-ban

A templom következő jelentős felújítása 1926-27-ben történt Schömer Ferenc építész irányítása alatt, ekkor többek között márványmozaik került a padlóra, sárga és zöld műmárvány burkolat a pillérekre, valamint új ornamentális festés és számos új freskó a falakra. A második világháború alatt azonban a templom bombatalálatot kapott, így a belső berendezés és díszítés jelentős része megsemmisült, beleértve a 18. századi oltárképeket, a neobarokk szószéket és az üvegablakokat is. A templom belsejét a háború után állították helyre, az oltárépítményekbe új képeket helyezve; külsejét 1968-69-ben renoválták. 
Az egykori rendházat 1950-ben államosították, az épületegyüttesben irodákat alakítottak ki. 1950-56 között a Honvéd Térképészeti Iskola, majd 1959-ig a Statisztikai Hivatal egy kirendeltsége használta az irodákat. 1959-től a rendszerváltásig a Kultúra Külkereskedelmi Vállalat működött itt.

### A rendház a rendszerváltás után
1994-ben bencés öregdiákok kezdeményezésére megalakult a Szent Benedek Bencés Általános Iskola és Gimnázium (későbbi nevén Szent Benedek Általános Iskola és Kéttannyelvű Gimnázium, majd Szent Benedek Iskolaközpont), amely a korábbi kapucinus rendház, a Fő utca 30. szám alatt nyitotta meg kapuit és 2011-ig működött az épületben.
2019-ben a megüresedett rendházban szálloda nyílt Monastery Boutique Hotel Budapest néven.

## Leírása

### A templom épülete
A templom és a hozzá délről kapcsolódó egykori kolostor-iskola épületegyüttes mai formájában a 19. század közepére jellemző romantikus historizáló stílusban készült; az alkalmazott építészeti motívumok többségét a román kori, egy kisebb részét pedig a gótikus építészet formakincséből emelték át. A kapu a keleti főhomlokzat közepén nyílik, fölötte hármas ablaknyílás helyezkedik el, mellette pedig kétoldalt Szent István és Szent László domborműves portréja látható. A lépcsőzetesen kialakított, pártázatos oromfalat kétfelől nyolcszögű pillér keretezi, ezekről ugyancsak nyolcszögű, nyúlánk fiatornyok emelkednek a magasba. A torony kissé a falsík elé ugorva, konzolos alátámasztással emelkedik a bejárat fölé; a homlokfalon félköríves fülkében elhelyezkedő szobor Szent Erzsébetet ábrázolja, Marschalkó János szobrász műve 1856-ból. A torony tetején hegyes gúlasisak emelkedik.

### A templombelső
A belső tér előcsarnokból és fölötte elhelyezkedő orgonakarzatból, négy pár fiókkal tagolt dongaboltozatos hajóból és keskenyebb, fiókos dongaboltozatos, egyenes záródású szentélyből áll. A szentély oldalfalait a földszinten három-három félköríves nyílás töri át, fölöttük teljes szélességben karzat nyílik neobarokk díszítésű tömör mellvéddel. A háromrészes, oszlopokkal tagolt barokk főoltár 1760-ban készült, oltárképe (a világháborúban elpusztult régi oltárkép helyett) Fáy Győző 1954-ben készült, Szent Erzsébetet ábrázoló alkotása; az oltár két oldalszárnyába a külső homlokzathoz hasonlóan szintén Szent Istvánt és Szent Lászlót ábrázoló képek kerültek, ezek Szilágyi János festményei.
A főoltárral szemben állva bal oldalon (az ún. evangéliumi oldalon) mellékoltár áll, építményét Bebo Károly készítette az 1760-as években, benne az elpusztult régi helyett Szent Ferencet ábrázoló festmény látható, az orommezőben pedig Szent Klára képe, mindkettő Feszty Masa alkotása; az oltár mellett álló, Szent Sebestyént ábrázoló 18. századi faszobor a kolostorból került ide. A bejárat felé haladva a következő boltszakaszban a Szent Kereszt-oltár található, az azt követőben pedig török kori falmaradvány, illetve nyílás emlékeztet a templom múltjára. A nyílásban a kolostorból származó 18. századi Fájdalmas Krisztus-szobor foglal helyet.
A jobb oldali mellékoltár barokk építménye szintén Bebo Károly munkája az 1760-as évekből, régi festményeit Feszty Masa Szent Antal-, illetve Szent Veronika-képével pótolták. A következő boltszakaszban a Lourdes-i oltár helyezkedik el.
A balusztrádos karzaton áll az 1926-27-es felújítás során megvásárolt orgona neobarokk orgonaházban. Készítője Garay János volt, a Rieger orgonagyár társtulajdonosa. A barokk fapadok a budavári Nagyboldogasszony-templomból kerültek ide 1876-ban Róth József esperes plébános adományaként, miután ott a helyreállítás során feleslegessé váltak.

### Harangok
- Nagyharang: 300 kilogrammos tömegű, B1 alaphangú, 83,3 cm alsó átmérőjű, Seltenhofer Frigyes fiai öntötték Sopronban, 1937-ben.
- Kisharang: 150 kilogrammos, D2 alaphangú, 65,5 cm alsó átmérőjű, Szlezák László öntötte Budapesten, 1924-ben.

#### Harangozási rend
Szentmisék előtt negyed órával a kisharang, kezdéskor pedig mindkét harang szól.

## Védettsége
A templom az 1997. évi LIV. törvény alapján 15 157. törzsszám alatt II. kategóriába sorolt műemlék.

## Érdekességek
- 1801-ben a templom kriptájában helyezték örök nyugalomra József nádor és felesége, Alexandra Pavlovna egyetlen közös gyermekét, az újszülöttként meghalt Alexandrina főhercegnőt.
- Több régi irodalmi forrás is Feszl Frigyest említi a templom kivitelezőjének, amit semmilyen tény nem támaszt alá. A kivitelezést elnyerő Gerster Károly korábban, az 1850-es évek elején valóban társas viszonyban dolgozott Feszllel és Kauser Lipóttal, innen eredhet a szakirodalmi tévedés.
- A szentély jobb oldali karzatán található, 1813-ban Szent Flórián tiszteletére készített oltárfestmény az akkori Alsó-Víziváros egy részletét ábrázolja a kapucinus templommal és kolostorral.
- A templomban működik az Avianoi Boldog Márk Budapesti Olasz Lelkészség (jelenlegi lelkésze Ft. Andrea Marchioro OFMCap).

## Galéria

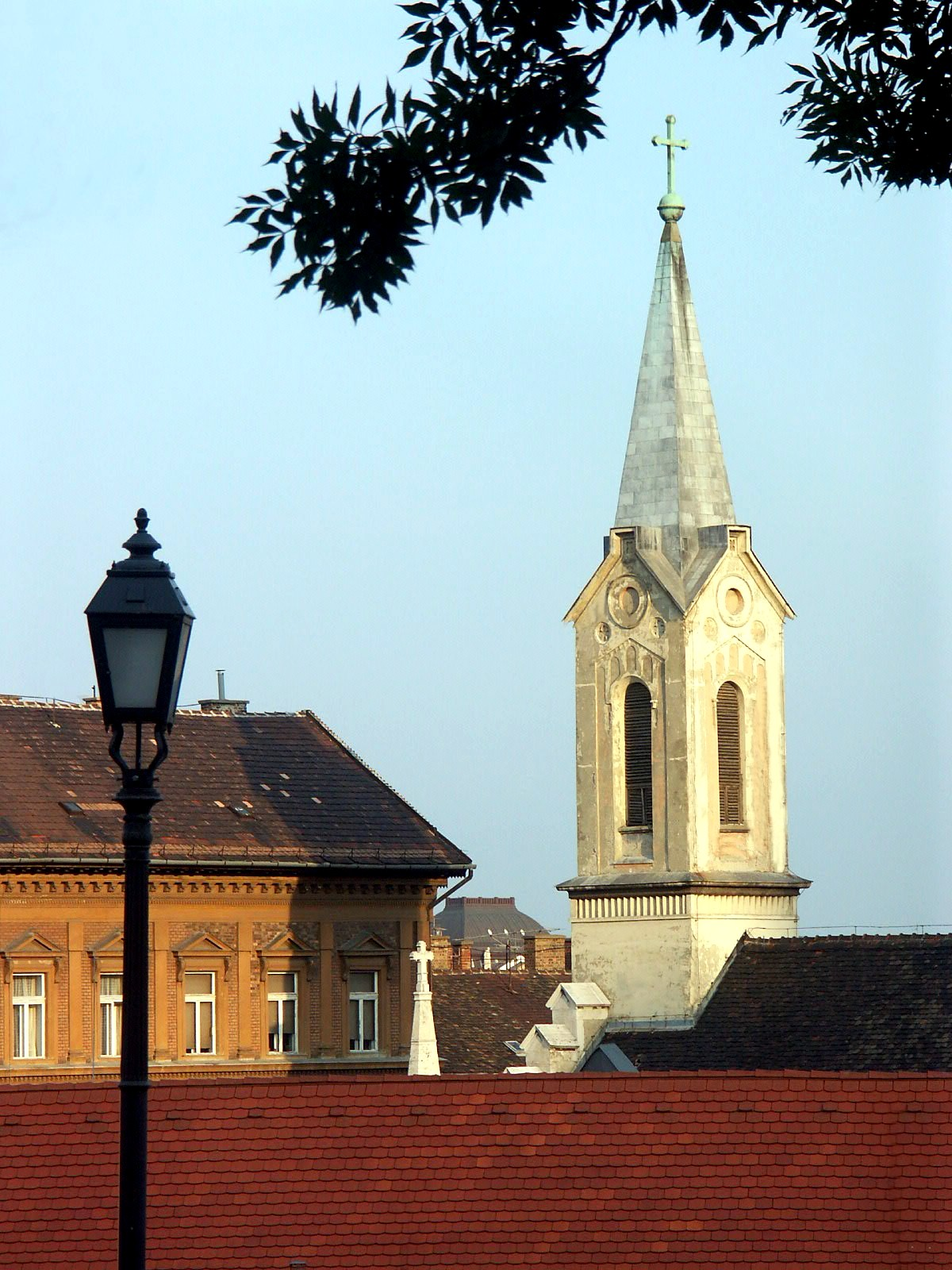
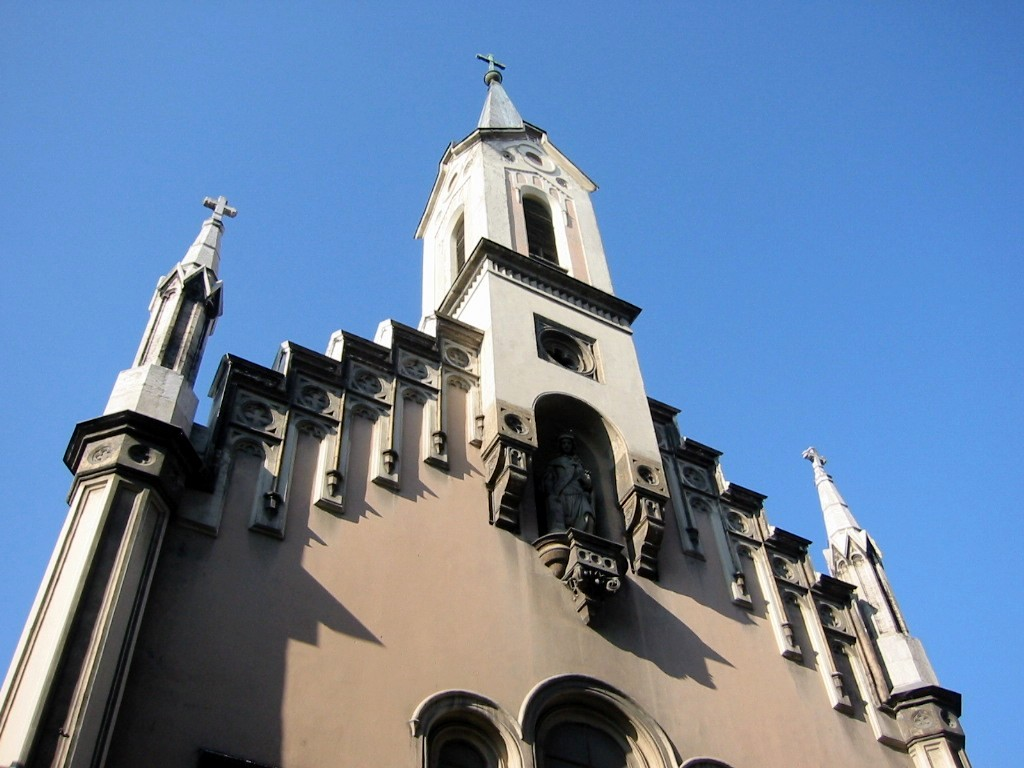
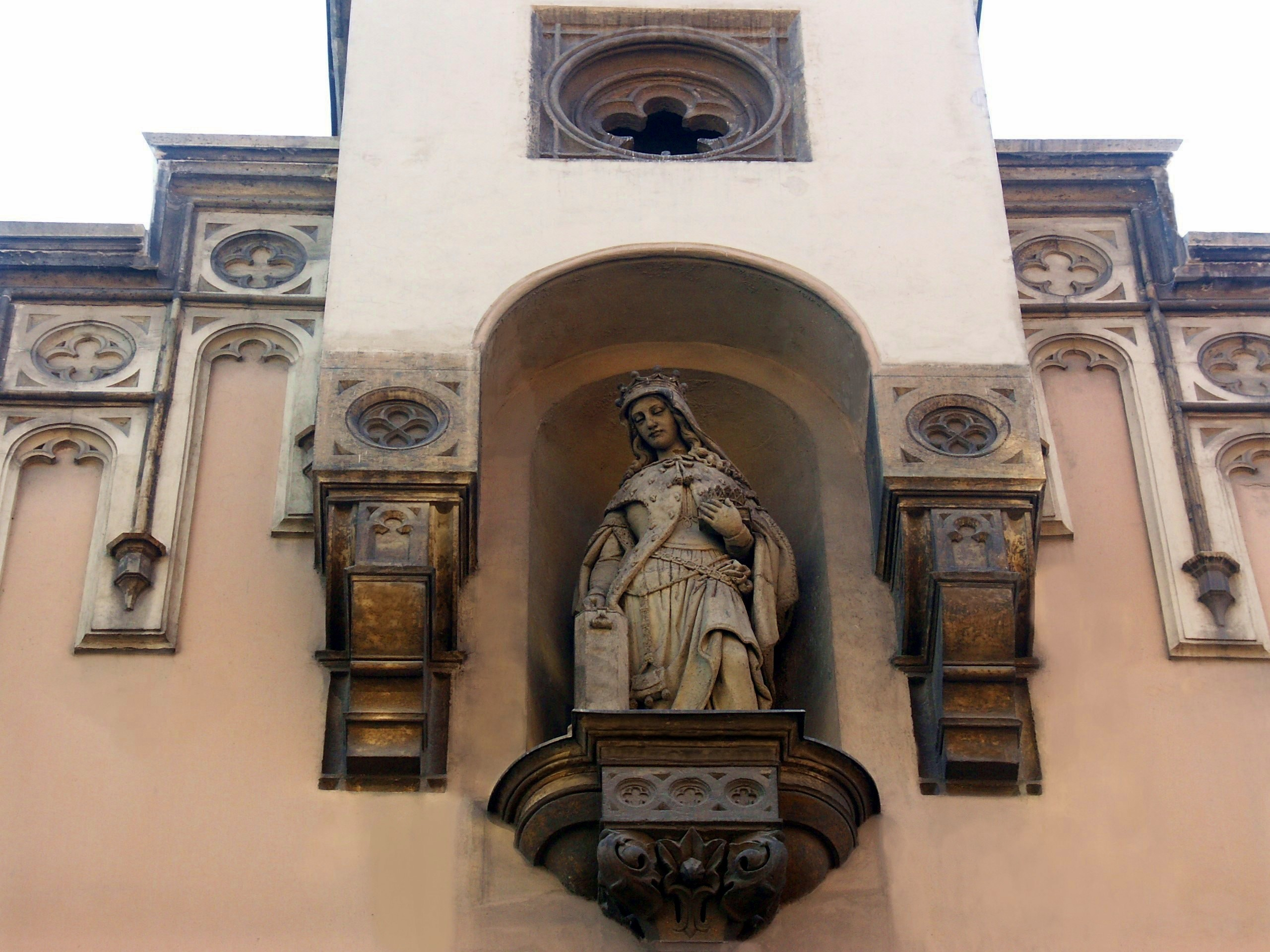
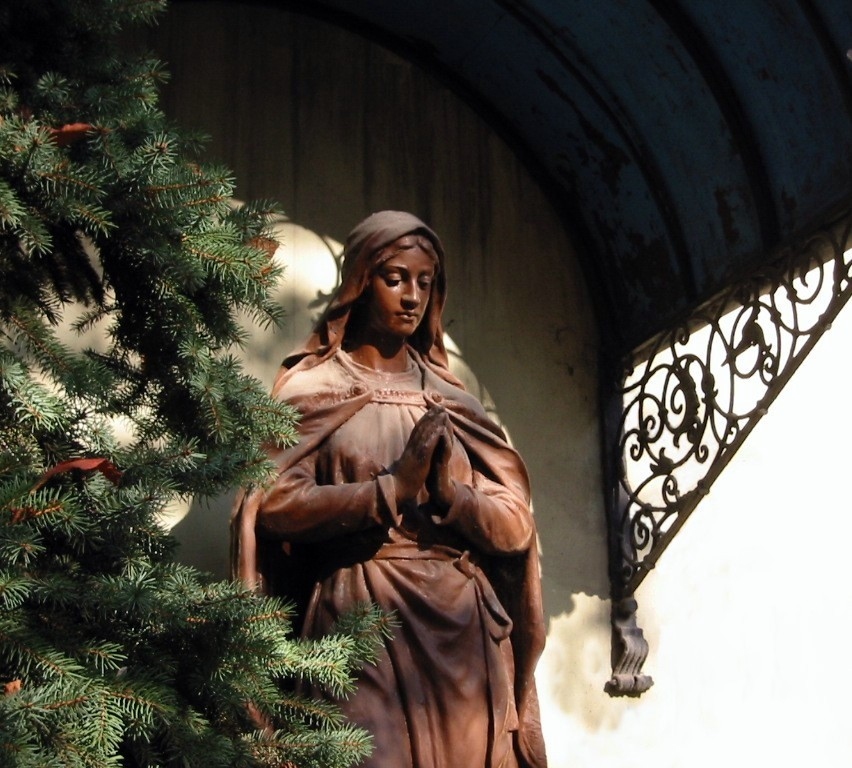
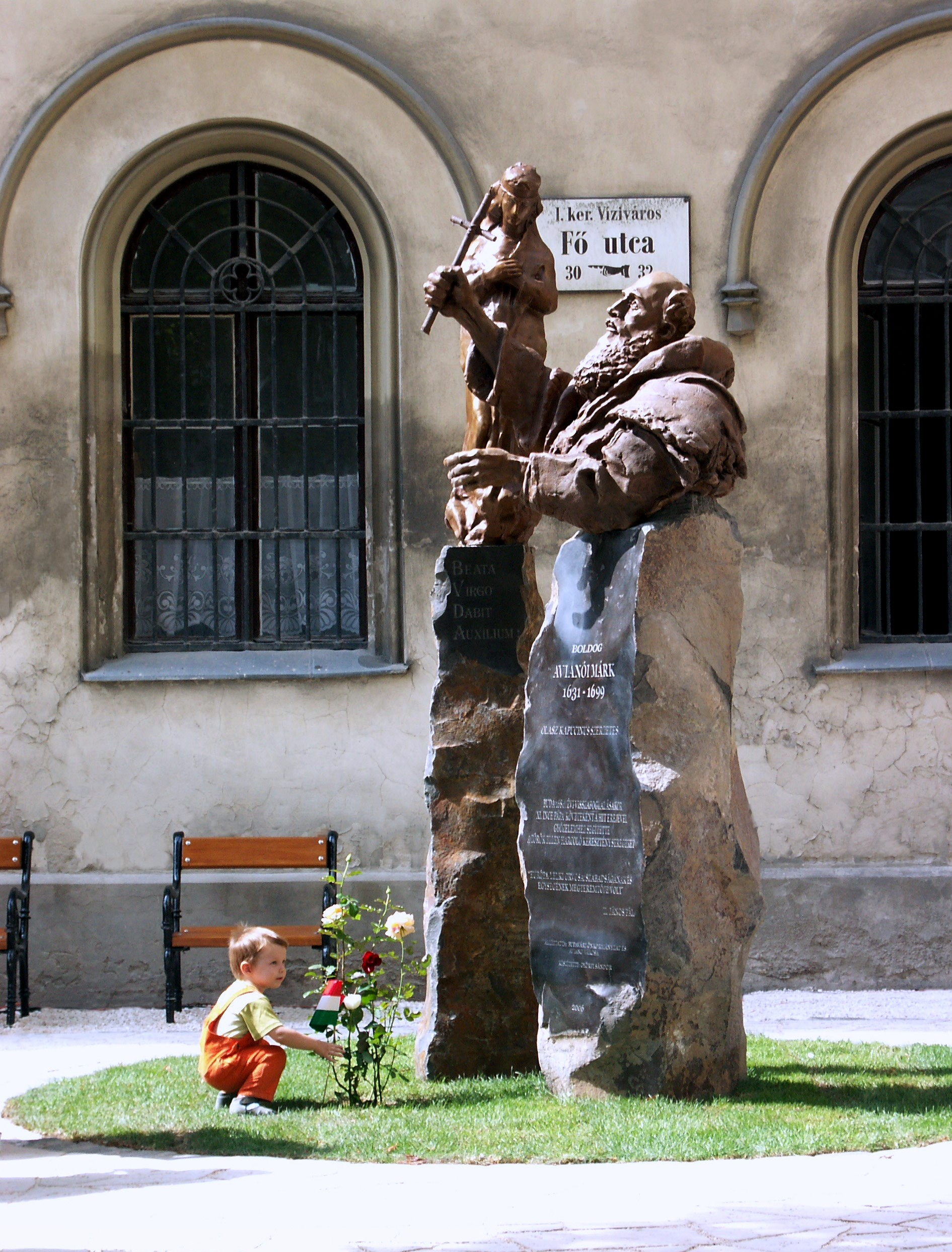
Aviánói Márk szobra a templom mellett
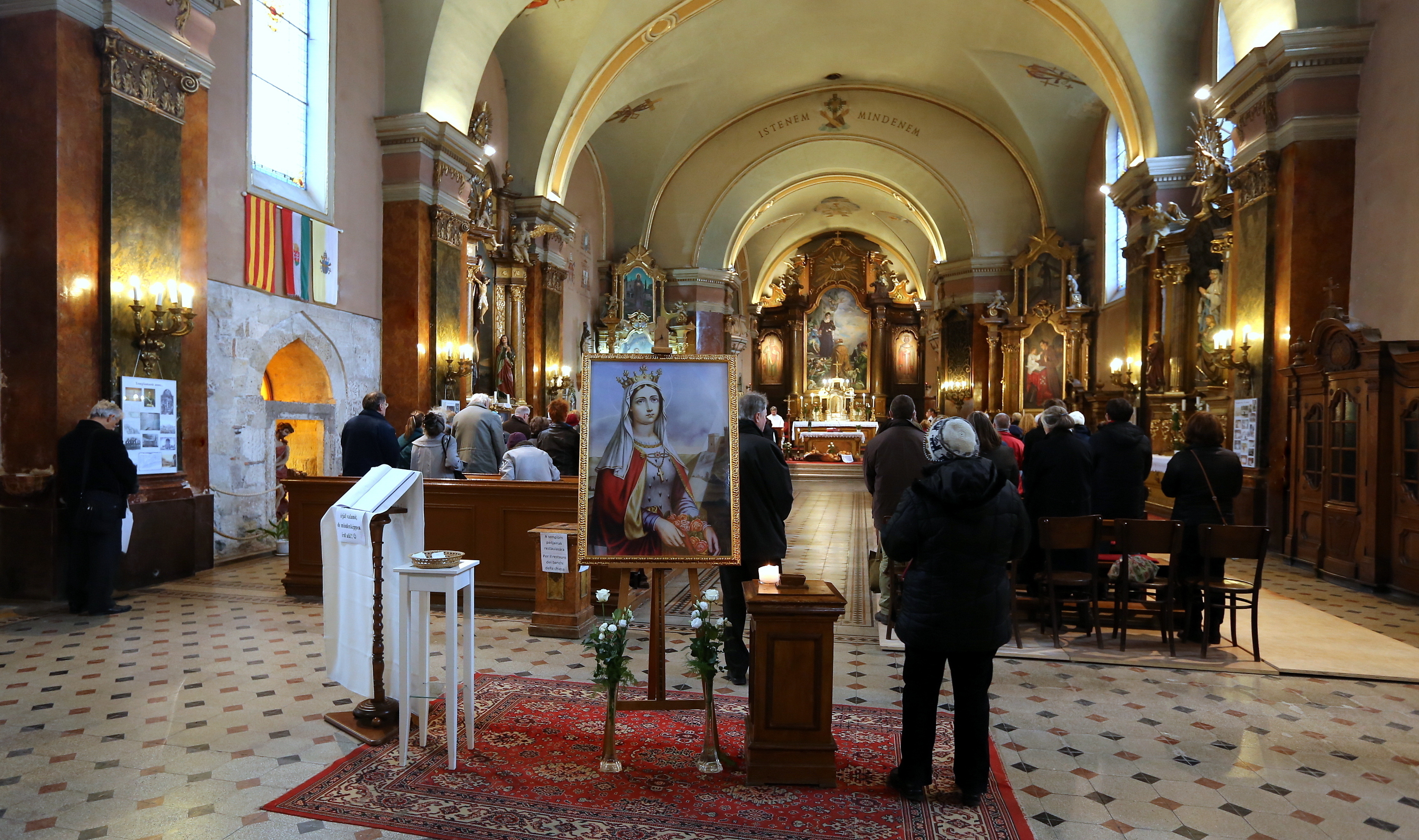
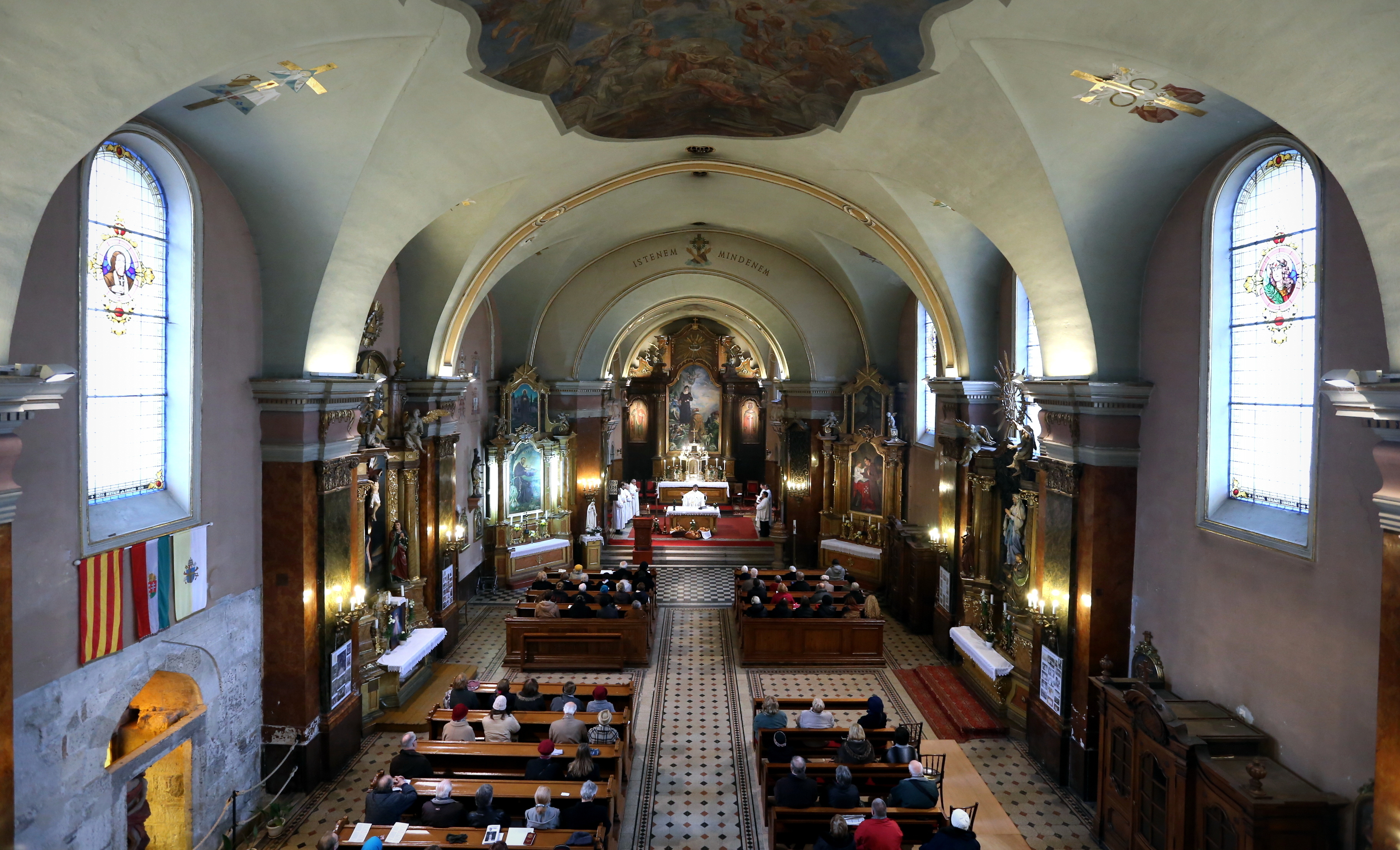
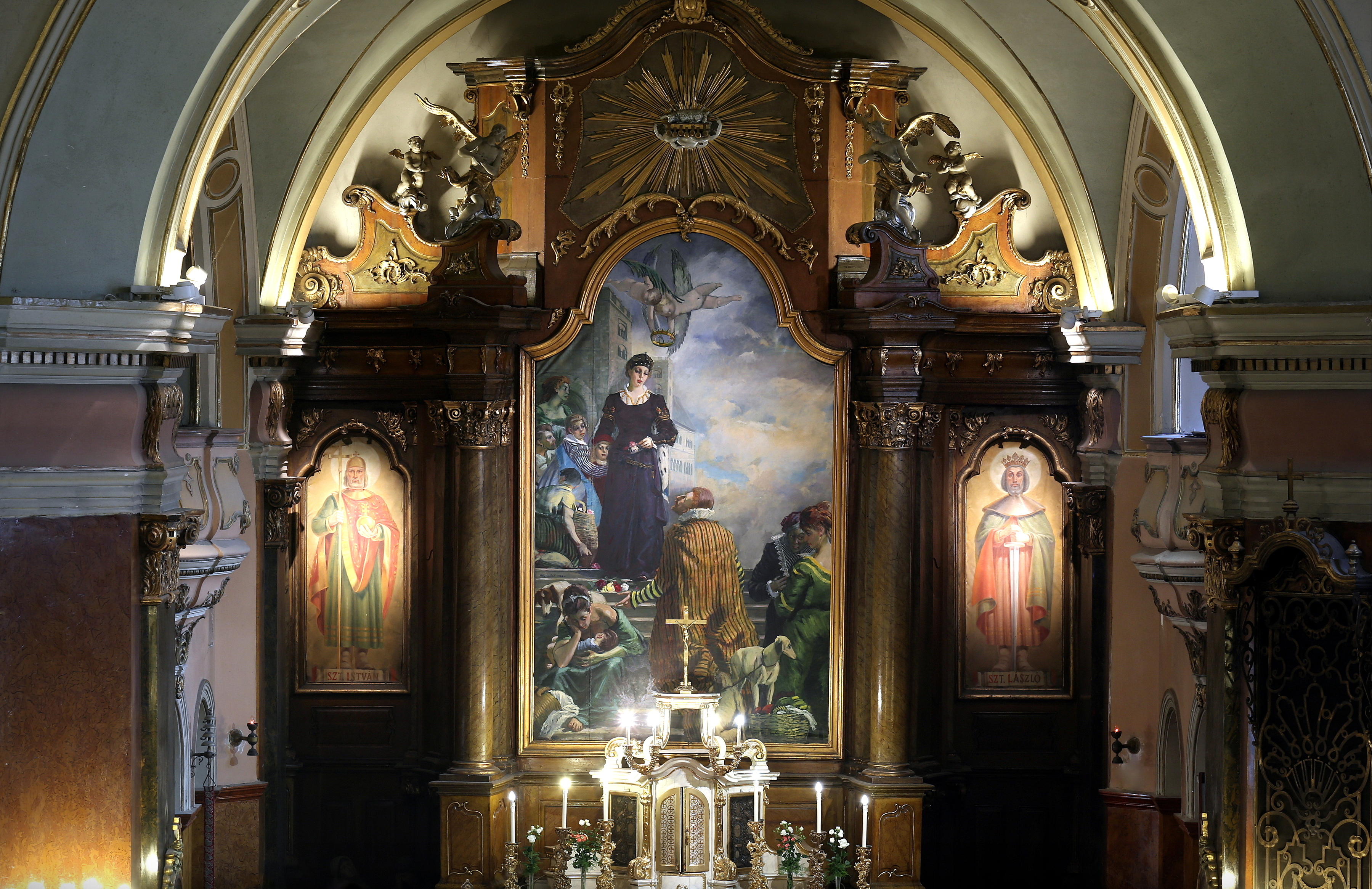
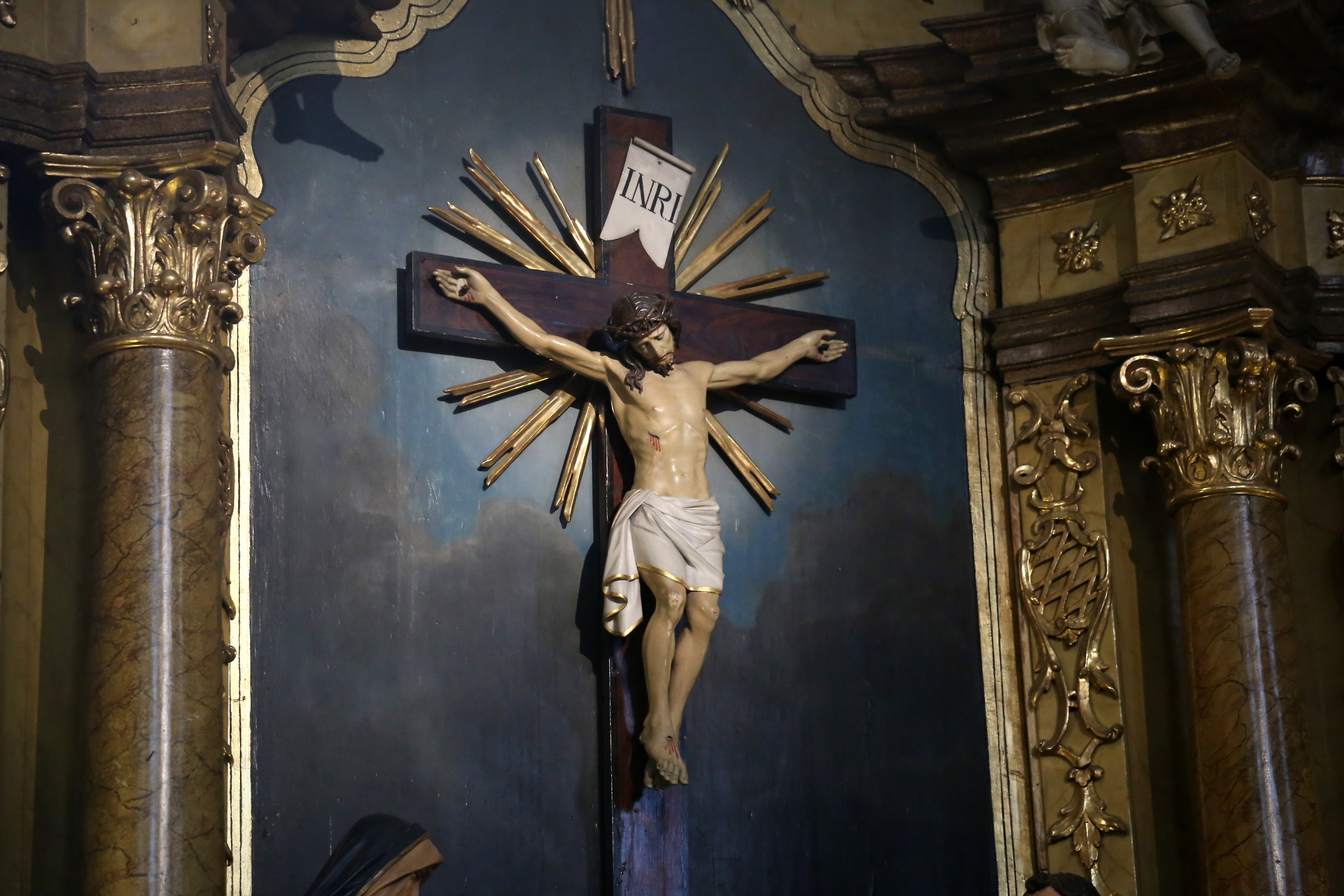
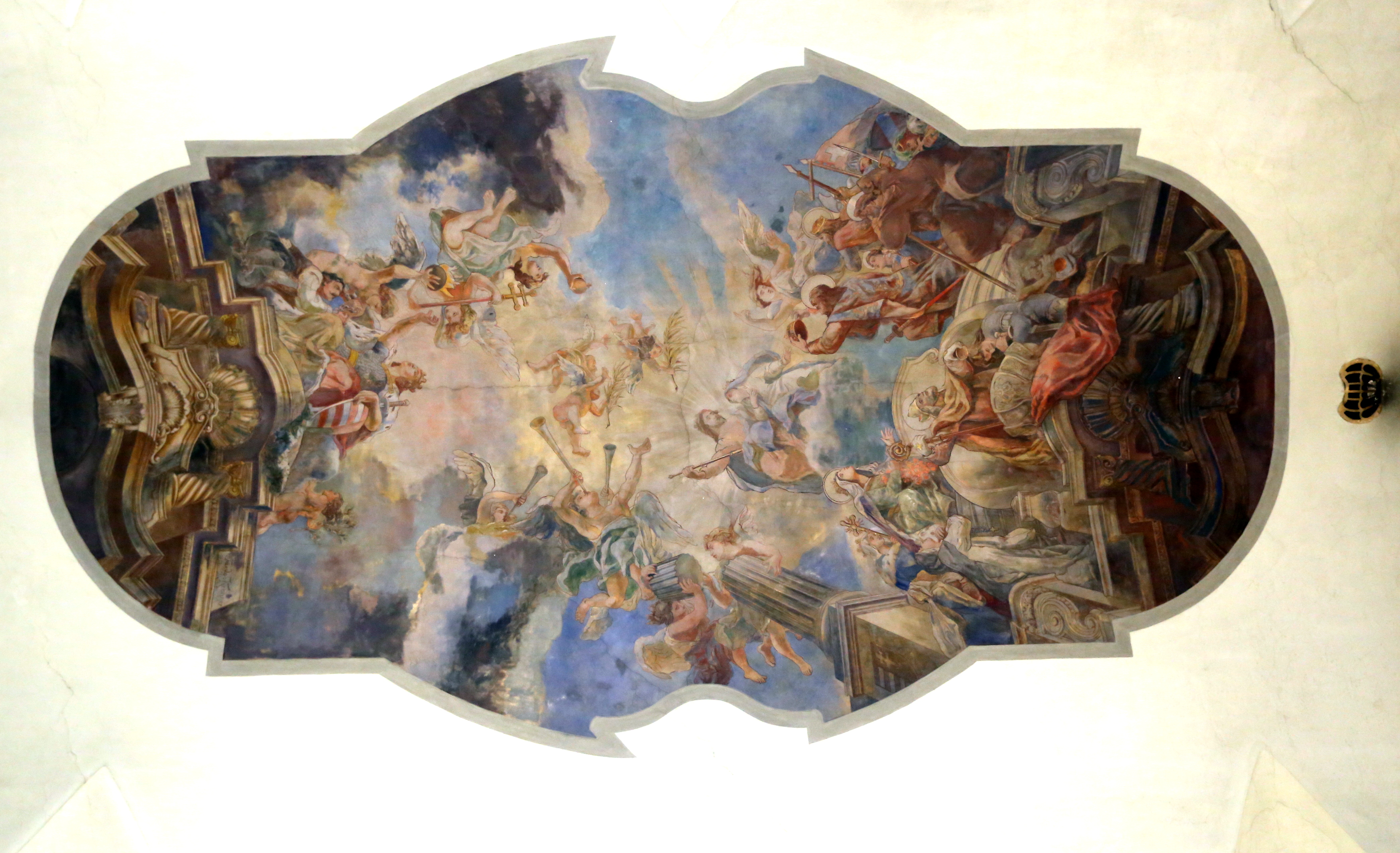
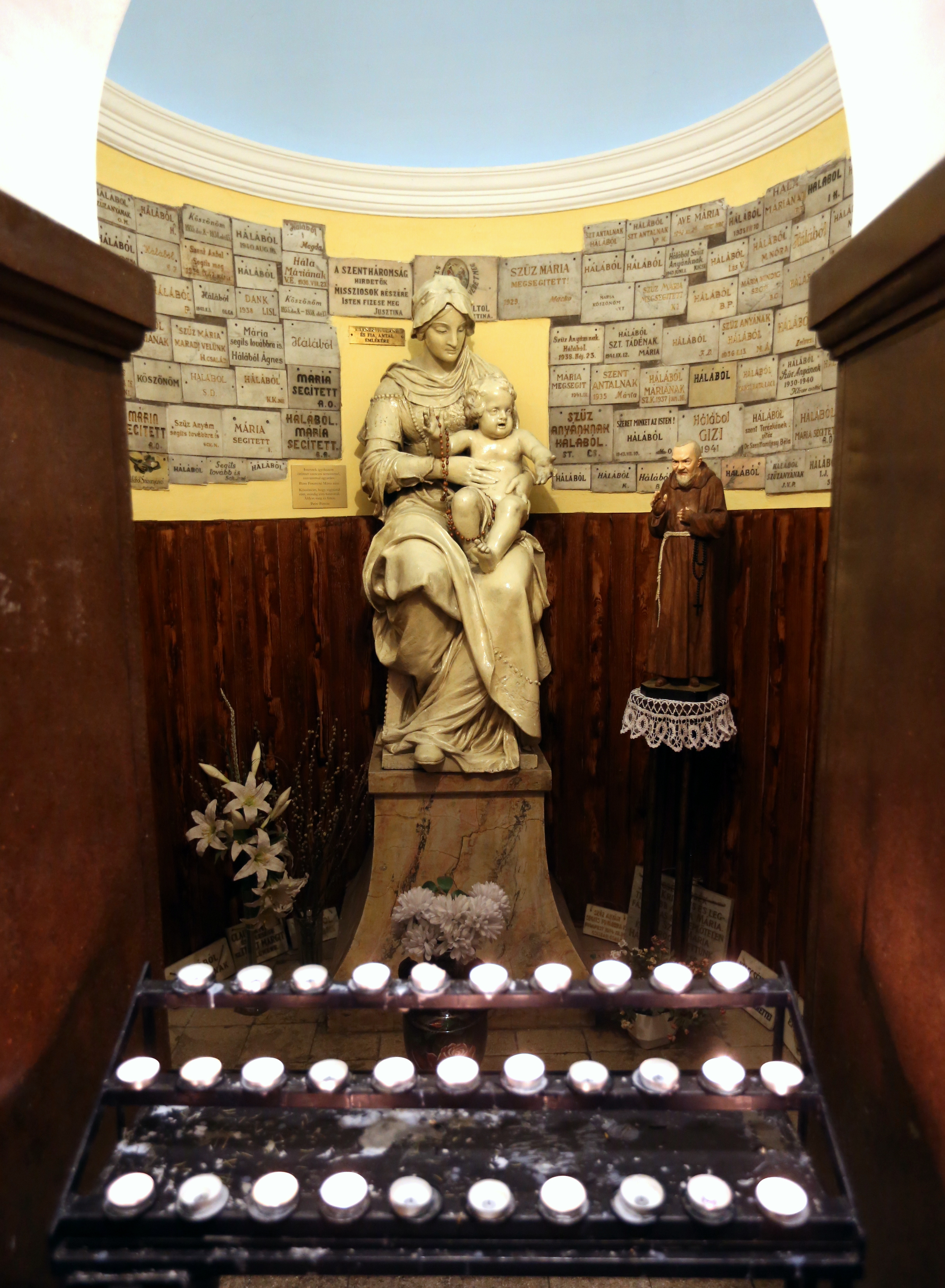
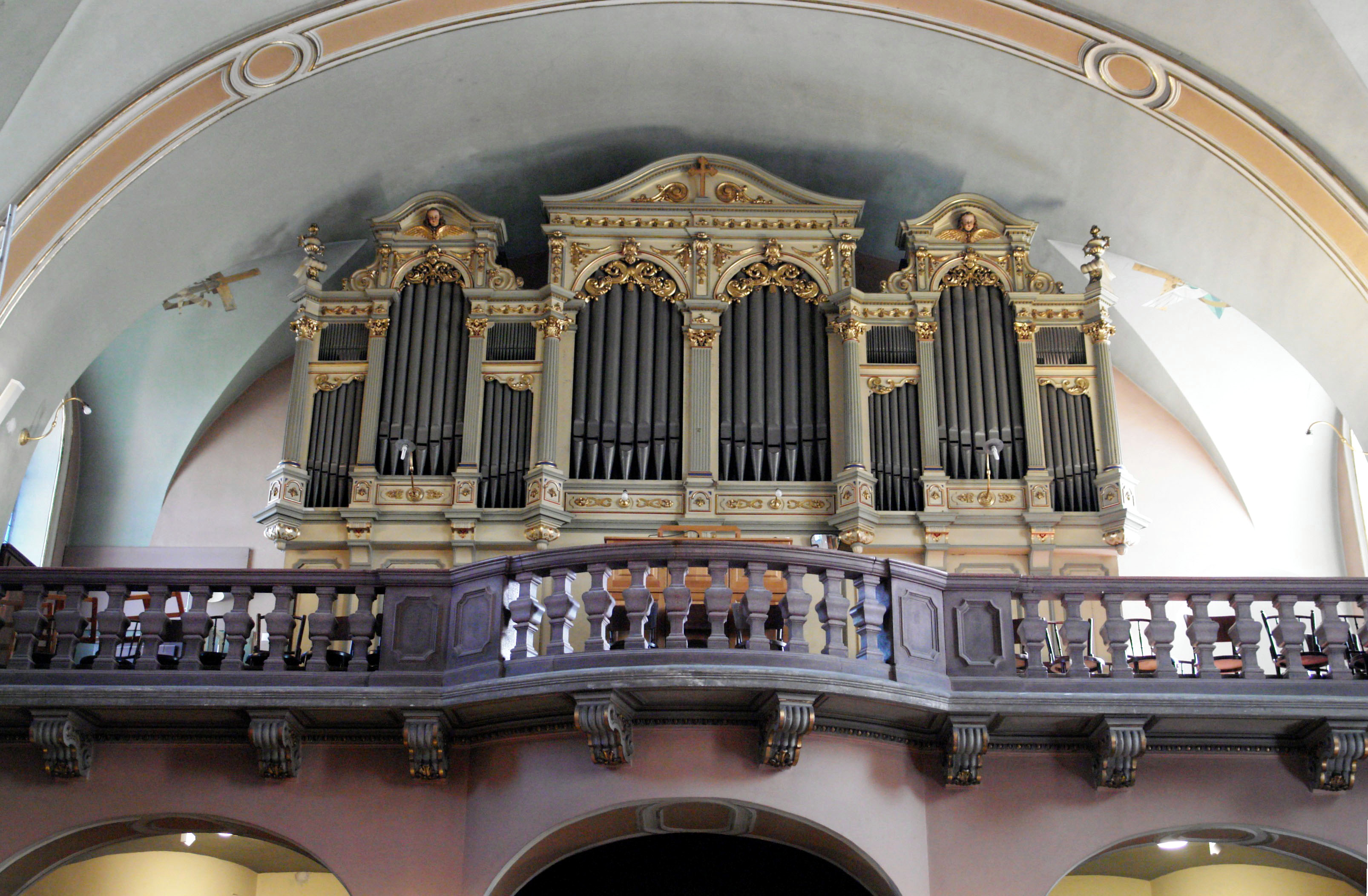
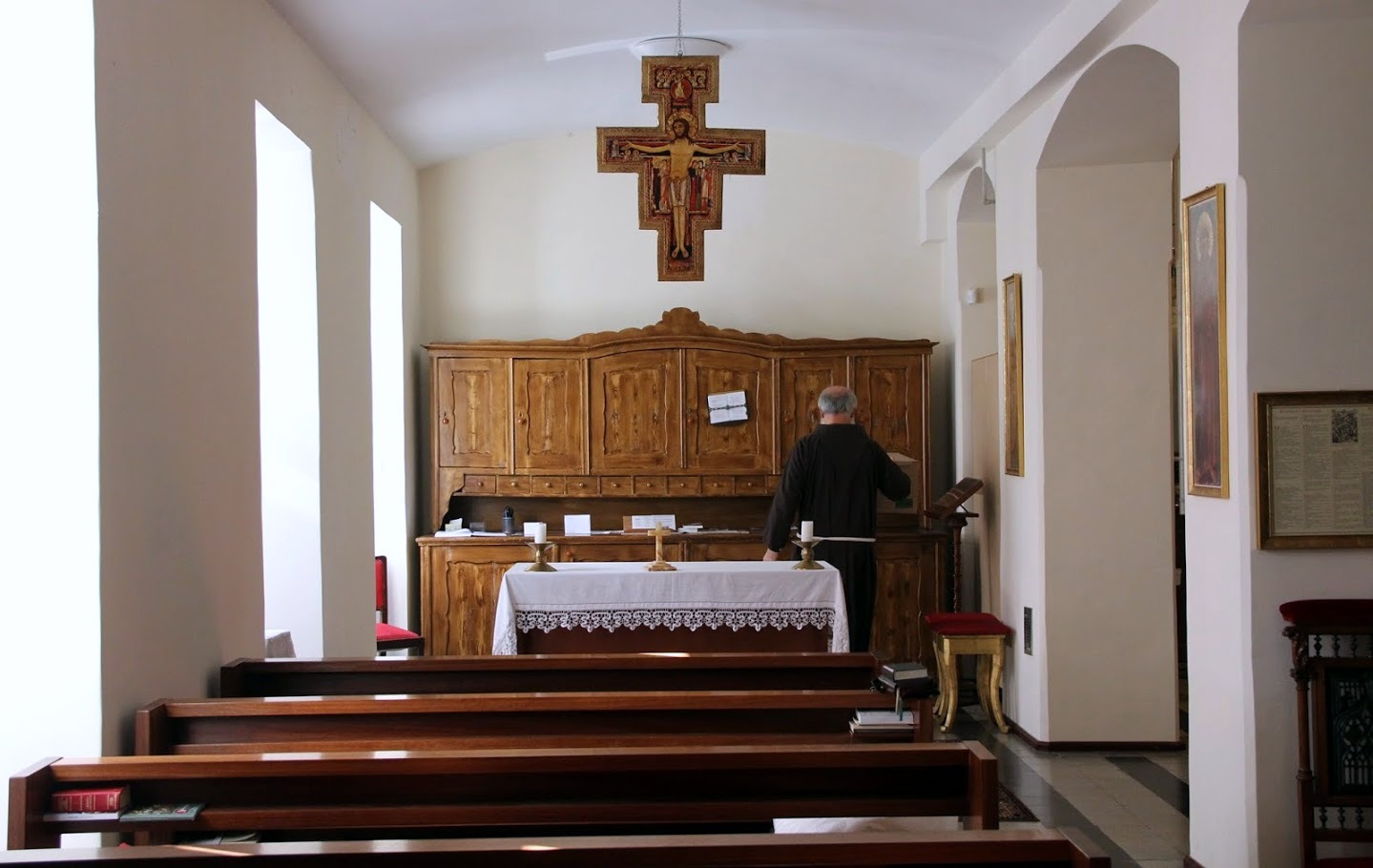
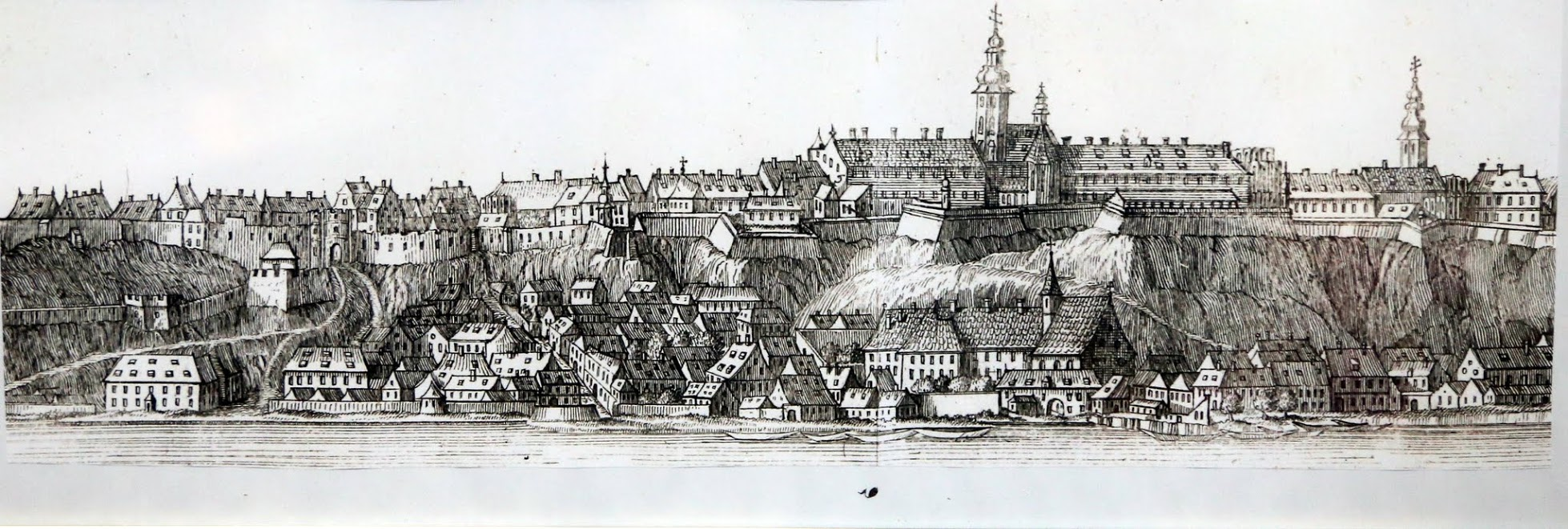
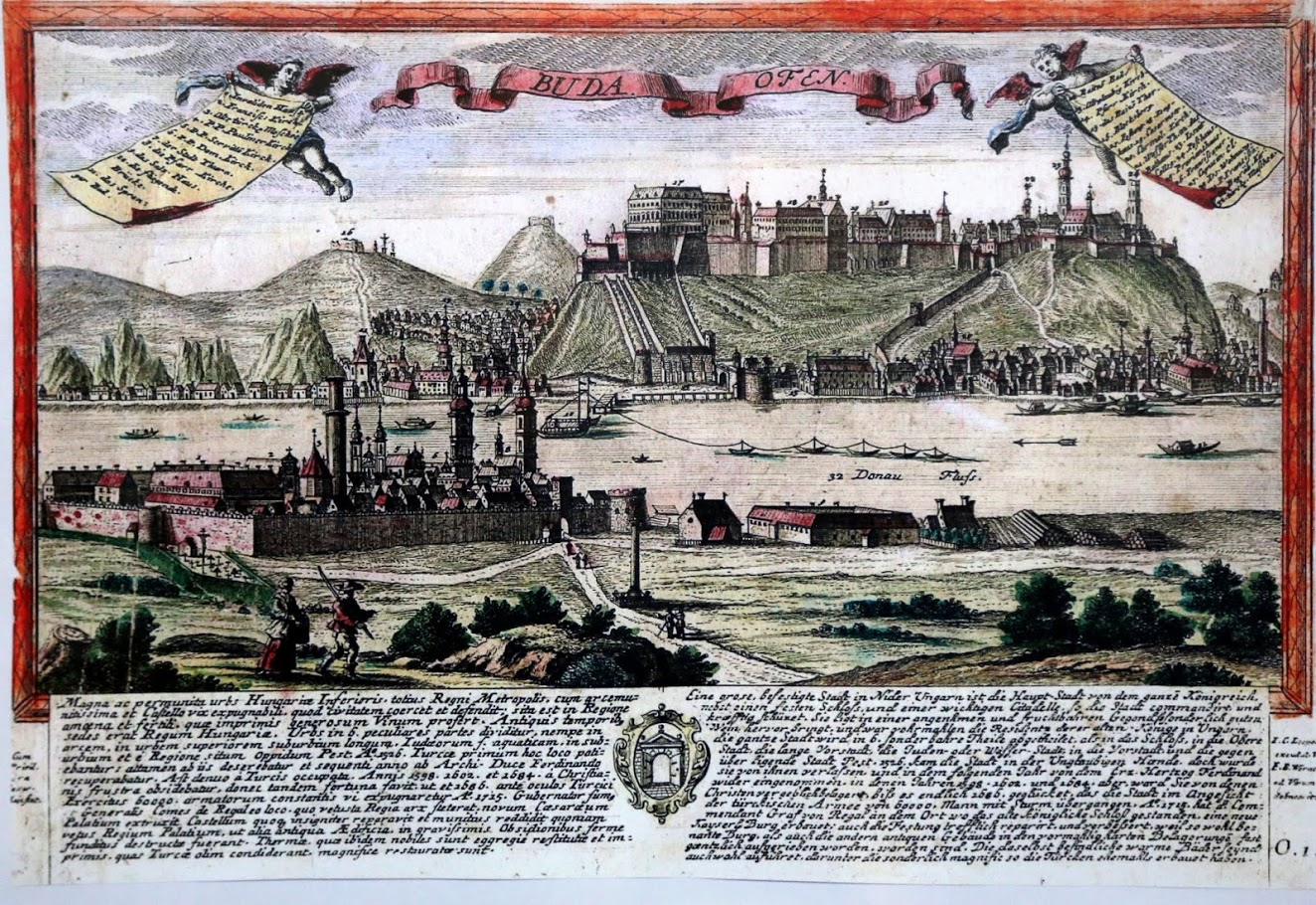